# 시국연구소
시국연구소(時局硏究所)는 대한제국 말기인 1909년에 조직된 한일 병합 찬성 단체이다.
1904년 결성되어 활발한 활동을 한 일진회를 중심으로 한일 병합을 재촉하는 여론이 점차 고조되던 중, 합방이 목전에 다다른 1909년에는 각계에서 여러 단체가 생겨나 일진회를 측면 지원했다. 1909년 7월에 조직된 시국연구소도 이런 단체 가운데 하나이다.
합방찬성을 목적으로 내걸고 창립한 뒤 한일 병합을 서둘러 시행해야 한다는 내용의 의견서를 작성하여 통감부에 제출하는 활동을 했다. 시국연구소를 발기한 김재룡은 대한제국 중추원 의관을 지낸 정3품 전직 관리로, 1909년 들어 국민의무찬성회와 유생건의소를 차례로 조직하고 합방찬성 운동에 적극적으로 나섰던 인물이다.
시국연구소는 결성 직후에 김재룡을 대표로 소네 아라스케 통감에게 한일 병합을 촉구하는 건백서를 제출하였고, 합방이 성사되지 않은 채 1910년 5월에 신임 통감으로 데라우치 마사타케가 부임하자 다시 동일한 건백서를 7월 29일에 제출하는 등 한일 병합 조약 체결 직전까지 활동했다.
적극적인 한일 병합 찬동파인 김재룡 중심의 어용단체로서, 일정한 체제와 세력은 갖추지 못한 것으로 보고 있다.

## 참고자료
- 친일인명사전편찬위원회 (2004년 12월 27일). 《일제협력단체사전 - 국내 중앙편》. 서울: 민족문제연구소. 56~57쪽쪽. ISBN 8995330724.
- 친일반민족행위진상규명위원회 (2006년 12월). 〈김재룡〉 (PDF). 《2006년도 조사보고서 II - 친일반민족행위결정이유서》. 서울. 634~640쪽쪽. 발간등록번호 11-1560010-0000002-10. 2007년 10월 8일에 원본 문서 (PDF)에서 보존된 문서. 2008년 5월 7일에 확인함.